# Sirmiensis
Szirmiensis de Karom et Szulyov ist ein ungarisches Adelsgeschlecht, das aus dem Komitat Trentschin stammt.

## Geschichte
Als erster bekannter Ahnherr erscheint Sebastian Bornemissza (genannt Abstemius) aus Syrmien, woher der Name Syrmiensis stammt. Er war zuerst ein Getreuer des Königs Johann Zápolya, später an der Seite von König Ferdinand I. und wurde 1549 als Kameralrath zu Pressburg ernannt. Er erwarb im Jahre 1554 unter König Ferdinand I. die Güter Szulyo und Hradna im Komitat Trentschen.
Sebastians Sohn Theodosius Sirmiensis de Karom et Szulyo wurde 1593 zum Vicegespan von Trentschin und 1624 zum Vicepalatin ernannt. Er hatte fünf Söhne. Von diesen stammen die Geschlechter Syrmiensis und Szulyovszky ab.
Das Geschlecht der Sirmiensis ist verwandt mit Adelsfamilien wie Bossanyi, Sándor, Benyovszky, Apponyi, Raksanyi, Visky (Adelsgeschlecht), Hellenbach, Revay und Ürmenyi.

## Wappen
Wappen: In Blau aus grünem Boden ragend drei, von einer Mittagssonne überhöhte spitze braune Felsen; vor dem mittleren drei beblätterte rote Rosen. In der linken Schildesoberecke ein halb herausragender goldener Stern. Kleinod: die Sonne. Helmdecken: blau–Gold. – rot–Silber.